# Xã Marenisco, Michigan
Xã Marenisco (tiếng Anh: Marenisco Township) là một xã thuộc quận Gogebic, tiểu bang Michigan, Hoa Kỳ. Năm 2010, dân số của xã này là 1.727 người.